# 拉斯瓦卡斯 (納塔區)
拉斯瓦卡斯（西班牙語：Las Huacas），是巴拿馬的城鎮，位於該國中部，由科克萊省的納塔區負責管轄，面積90.2平方公里，海拔高度508米，2010年人口1,585，人口密度每平方公里17.6人。